# 라파엘 어드밴스드 디펜스 시스템스
라파엘 어드밴스드 디펜스 시스템스(Rafael Advanced Defense Systems)는 이스라엘의 군수기업이다. 원래 국방연구소의 한 부서로 1948년 설립되었으나, 2002년 독립된 국영 유한회사를 설립했다.

## 같이 보기
- 이스라엘 항공우주 산업
- 이스라엘 조선소